# كلود إيفانز
كلود إيفانز هو لاعب هوكي الجليد كندي، ولد في 28 أبريل 1933 في لونغوي في كندا، وتوفي في 7 يوليو 1982.

## وصلات خارجية
- كلود إيفانز على موقع دوري الهوكي الوطني (الإنجليزية)
- كلود إيفانز على موقع قاعة مشاهير الهوكي (لاعب أن.إتش.أل) (الإنجليزية)
- كلود إيفانز على موقع EliteProspects.com (الإنجليزية)
- كلود إيفانز على موقع HockeyDB.com (الإنجليزية)
- كلود إيفانز على موقع Hockey-Reference.com (الإنجليزية)